# オトナル
株式会社オトナル（英: Otonal Inc.）は、東京都中央区に本社を置く日本の広告代理店およびアドテクノロジー会社である。

## 概要
音声アプリやインターネットラジオの広告を取り扱うデジタル広告代理店として、広告主向けにSpotifyやradiko、ポッドキャスト、YouTube Music といった100媒体以上のデジタル音声広告への出稿および広告配信を行うサービスを提供している。
またメディア企業向けの事業としてラジオ局や新聞社、出版社に対して音声配信システムの提供やポッドキャストの配信サポートを行っており、媒体社とともに音声アドネットワークを構築するなど、新しい音声広告メニューの開発も行っている。
2021年2月には、米国のポッドキャストのアトリビューションプラットフォームを展開するPodsightsと提携。2022年3月には英国発のAIによる行動解析テクノロジー企業NumberEightと国内音声アプリ領域で独占契約を結ぶなど、海外の音声配信・広告テクノロジーの国内代理店としての機能も有している。
広告技術やデータの運用を得意としており、マスメディアであるラジオのDXの取り組みとしてラジオ局のラジオCMの効果を可視化するラジオ広告プランニングソリューション「Radiolyze（ラジオライズ）」の提供を開始。
2023年9月には博報堂DYメディアパートナーズと、デジタル音声広告事業推進のための資本業務提携を発表した。

## 音声市場に向けた取り組み
2020年から朝日新聞社と共同で、国内のポッドキャストの利用実態調査を行っており、調査結果を市場レポートとして公開している。
そのほか、ポッドキャスト配信者とリスナーのための取り組みとして、Apple Podcast、Amazon Music、Spotify、Google Podcastsの番組ランキングデータを集約して閲覧できるウェブサイト『ポッドキャストランキング』や、リスナーがポッドキャストの神回（おすすめ回）を登録できるウェブサービス『ポッドキャストペディア』などを運営している。

## 沿革
- 2013年9月 - 東京都中央区にて株式会社京橋ファクトリーを設立[11]。
- 2014年7月 - ウェブメディア「ビール女子」をメディア事業として運営開始[12]。
- 2018年
  - 3月 - ウェブメディア事業を株式会社ココラブルに事業譲渡[13]。
  - 6月 - スマートスピーカーのアプリケーション開発と音声コンテンツ制作事業を開始[14]。
  - 9月 - 称号を株式会社オトナルに変更[15]。

- 2019年5月 - デジタル音声広告の制作、および広告代理事業を開始[16]。
- 2020年1月 - 朝日新聞社と共同でポッドキャスト国内利用実態調査を実施[17]。
- 2021年2月 - 米国ポッドキャストのアトリビューションプラットフォームを展開するPodsightsと提携[18]。
- 2021年
  - 6月 - ポッドキャスト広告のアドネットワーク「ポッドキャストオーディオアド」を提供開始[19]。

- 2022年
  - 3月 - 音声配信者にインフルエンサープロモーションプラン「PODCASTER PROMOTION（ポッドキャスタープロモーション）」の提供を開始[20]。
  - 3月 - 英国のAIによる行動解析テクノロジー企業NumberEightと国内音声アプリにおける独占契約を締結[21]。
  - 6月 - 音声メディア向けのアドサーバー・SSPの提供を開始[22]。
  - 10月 - ポッドキャストの「神回」を登録できるウェブサービス『ポッドキャストペディア』を公開[23]。

- 2023年
  - 9月 - 博報堂DYメディアパートナーズと、デジタル音声広告事業推進のための資本業務提携を発表[24]。

2018年までは「京橋ファクトリー」の社名でウェブメディア事業を行っており、2018年から2019年にデジタル音声広告事業を開始するまでの1年間は、スマートスピーカー上での音声広告と機械学習やディープラーニングによる音声合成の研究開発を行っていた。

## 提供サービス
ポッドキャストオーディオアド
ポッドキャスト広告の音声アドネットワークとして「ポッドキャストオーディオアド」を提供。
Radiolyze（ラジオライズ）
データを活用したラジオCM出稿のプランニング及び効果検証サービスとして「Radiolyze（ラジオライズ）」を提供。
Audio Ad Manager（オーディオアドマネージャー）
音声アプリや音声サービスに音声広告配信を実現するテクノロジー「Audio Ad Manager（オーディオアドマネージャー）」を提供。アドサーバーとSSPにより、音声サービスの中に広告枠の実装・運用型広告を実現可能。
ポッドキャストランキング
日本の主要ポッドキャストアプリの人気ランキングをまとめて掲載する「ポッドキャストランキング」を提供。
ポッドキャストペディア
ポッドキャストの『神回&おすすめ回』をリスナーが登録・検索できるWebサイト、「ポッドキャストランキング」を提供。

## 制作番組
- オトナル原口大輝のエスケープジャーニー[26]（FM大阪、2024年9月7日 - 、毎週土曜日20:30 - 21:00）

## 社名の由来
社名の由来は、
- 「音が鳴る」-音声によるライフスタイル変革
- 「オートになる」- データとAIによる自動化・効率化
- 「大人になる」- 大人になる次世代に向けた価値創造

という3つの意味から。